# Pelochyta ruficollis
Pelochyta ruficollis är en fjärilsart som beskrevs av Druce 1884. Pelochyta ruficollis ingår i släktet Pelochyta och familjen björnspinnare. Inga underarter finns listade i Catalogue of Life.